# Lednické rybníky

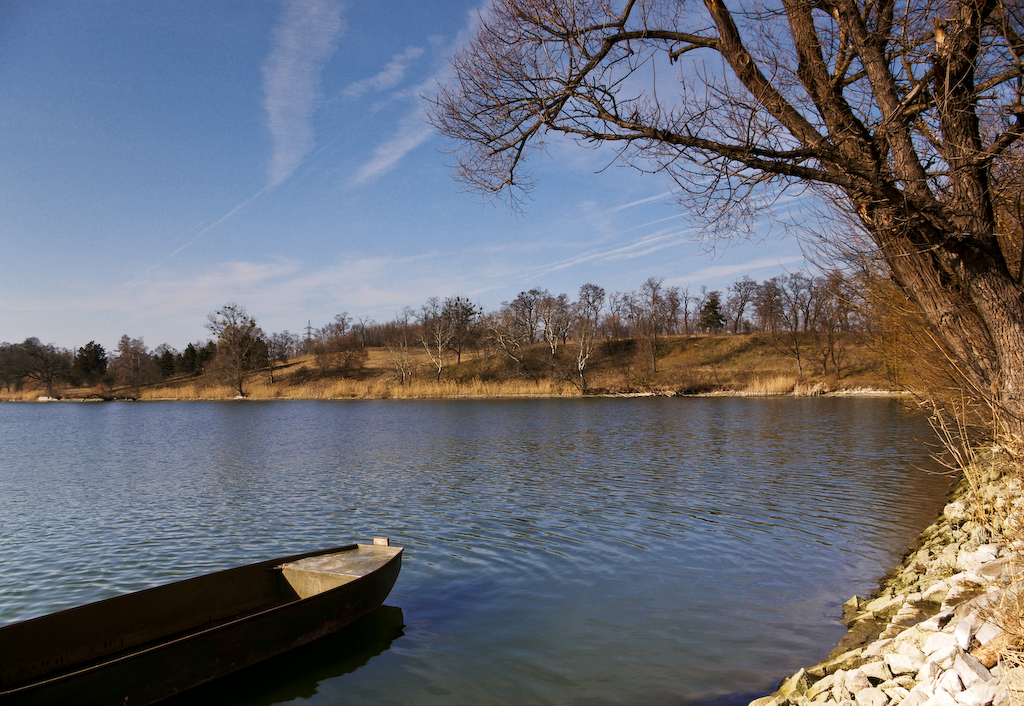
Mittlerer Teich

Die Teichlandschaft Lednické rybníky ist ein nationales Naturreservat in Tschechien. Es ist Teil der Kulturlandschaft Lednice-Valtice, die das Schloss im südmährischen Ort Lednice umgibt. Das gesamte Areal mit einer Größe von 283,09 km² ist seit 1996 als Weltkulturerbe der UNESCO anerkannt. Das eigentliche Reservat wurde bereits im Jahr 1953 auf einer Fläche von 552,5 Hektar ausgerufen, um hier brütende und durchziehende Vögel zu schützen.

## Beschreibung
Das Reservat besteht aus sechs Teichen. Vom Westen sind es der Nesyt (Nimmersatt bzw. Steindammteich) – mit 322 Hektar größter Teich in Mähren, Hlohovecký rybník (Bischofswarther Teich bzw. Grenzteich, 104 Hektar), Prostřední rybník (Mitterteich, 49 Hektar), Mlýnský rybník (Mühlteich, auch Apollo genannt, 107 Hektar), Zámecký rybník (Schlossteich, 30 Hektar) und Podzámecký rybník (Rosenteich, 1,5 Hektar). Die ersten vier Teiche liegen am Bach Včelínek (Niklasgraben), die letzten beiden werden von der Zámecká Dyje, einem Seitenarm der Thaya gespeist. Die maximale Wassertiefe beträgt 5 Meter, im Schnitt sind die Teiche 1,5 bis 2 Meter tief.
Die Wasserflächen sind von Schilfrohr und Rohrkolbengewächsen gesäumt. Die Uferbereiche – abgesehen von Nesyt –  sind nach dem Vorbild englischer Landschaftsparke gestaltet, mit exotischen Gehölzen bepflanzt und mit kleinen Bauten, Salets genannt, geschmückt. In der Umgebung des Teiches Nesyt wächst salzliebende Flora.
in Lednice befindet sich eines der wichtigsten Vogelreservate Tschechiens. Zahlenstarke Vogelpopulationen brüten hier, die Brutkolonien von Graureihern und Nachtreihern sind mit 230 Paaren die größten in Tschechien. Weitere Vögel, die hier brüten, sind die Kolbenente, die Bartmeise und die Rohrweihe. Graugänse,  Tafelenten und Trauerseeschwalbe zählen zu den Arten, die hier auf ihren Zügen rasten.

## Geschichte, Naturschutz und gewerbliche Nutzung
Die Teiche wurden am Ende des 14. Jahrhunderts als Fischteiche angelegt, zu Beginn des 15. Jahrhunderts war der Bau abgeschlossen. Sie lagen in einer Sumpflandschaft entlang der Landesgrenze zwischen Mähren und Niederösterreich. Der Teich Nesyt war bei der Anlage größer als heute, zu ihm gehörte auch der kleine Teich Výtopa, der nicht mehr in das Reservat einbezogen ist. Ursprünglich lag die Grenze am südlichen Ufer der Teiche, wie aus historischen Kataster-Karten der Gemeinden Sedlec und Lednice ersichtlich. Vom 19. Jahrhundert an bis 1920 verlief die Landesgrenze durch die Mitte der Teiche.
Seit 1953 unter Naturschutz, sind die Wasserflächen in Lednice ein Vogelschutzgebiet und seit 1992 eines der elf nach der Ramsar-Konvention  geschützten Feuchtgebiete Tschechiens. Der Grund und Boden befindet sich im staatlichen Besitz. Die Teiche werden aber nach wie vor von privaten Pächtern zur Fischzucht genutzt. Sowohl der Tourismus als auch das Gewerbe kollidieren mit dem Schutzzweck des Reservats: So kam es 2008 zu einer extremen Vermehrung von Giebeln in Teichen, in denen keine Karpfen ausgesetzt wurden. Im Mühlenteich wuchsen etwa 2 Millionen Exemplare des Fisches heran.